# Zahedan (Verwaltungsbezirk)
Zahedan (persisch زاهدان) ist ein Schahrestan (persisch شهرستان) in der Provinz Sistan und Belutschistan in Iran. Er enthält die Stadt Zahedan, welche die Hauptstadt des Verwaltungsbezirks ist. 

## Demografie
Bei der Volkszählung 2016 betrug die Einwohnerzahl des Schahrestan 672.589. Die Alphabetisierung lag bei 87 Prozent der Bevölkerung. Knapp 88 Prozent der Bevölkerung lebten in urbanen Regionen.
| Zensusjahr | Einwohnerzahl |
| ---------- | ------------- |
| 2011       | 620.702       |
| 2016       | 672.589       |